# Aviron aux Jeux olympiques d'été de 2012

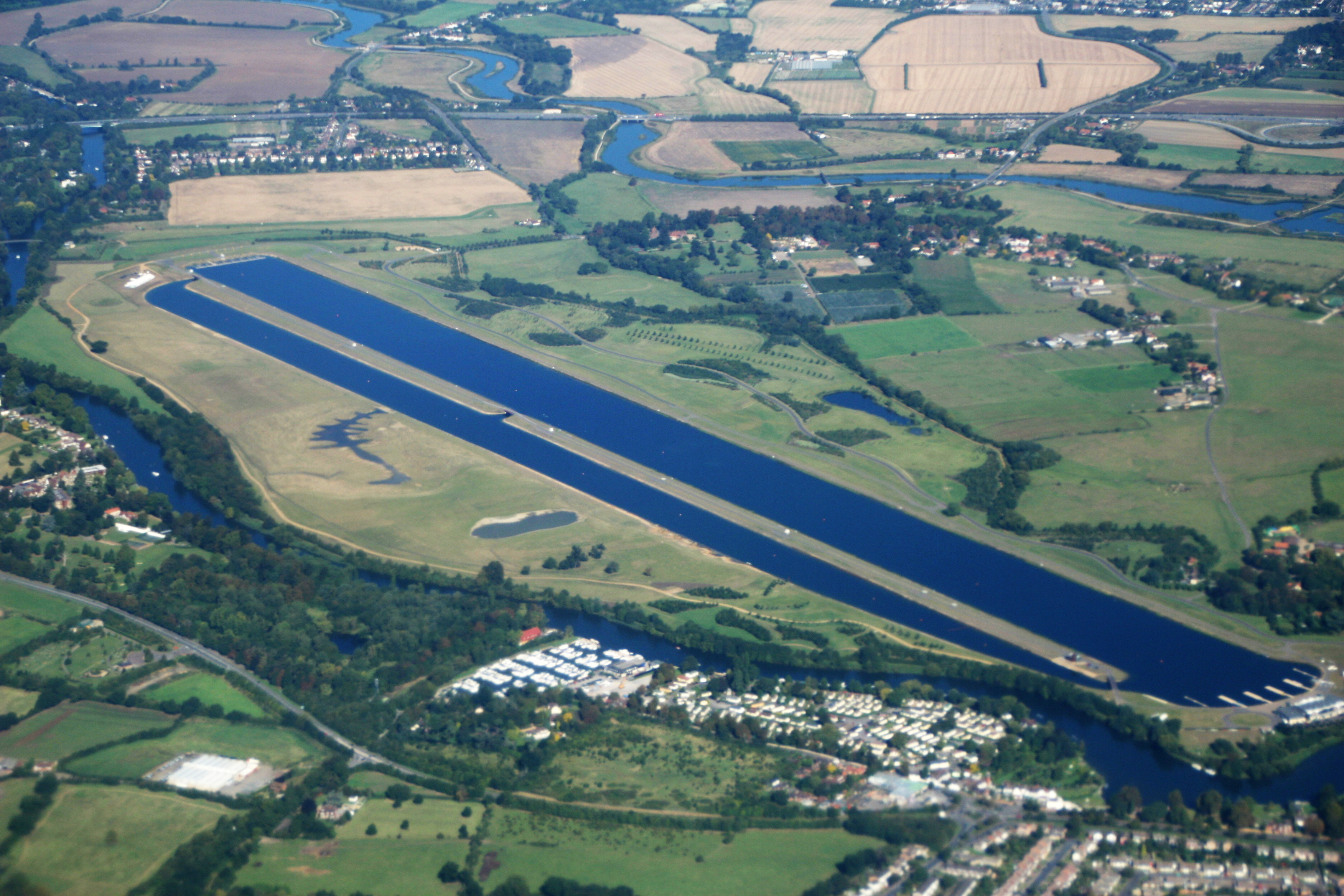
Vue aérienne du Dorney Lake

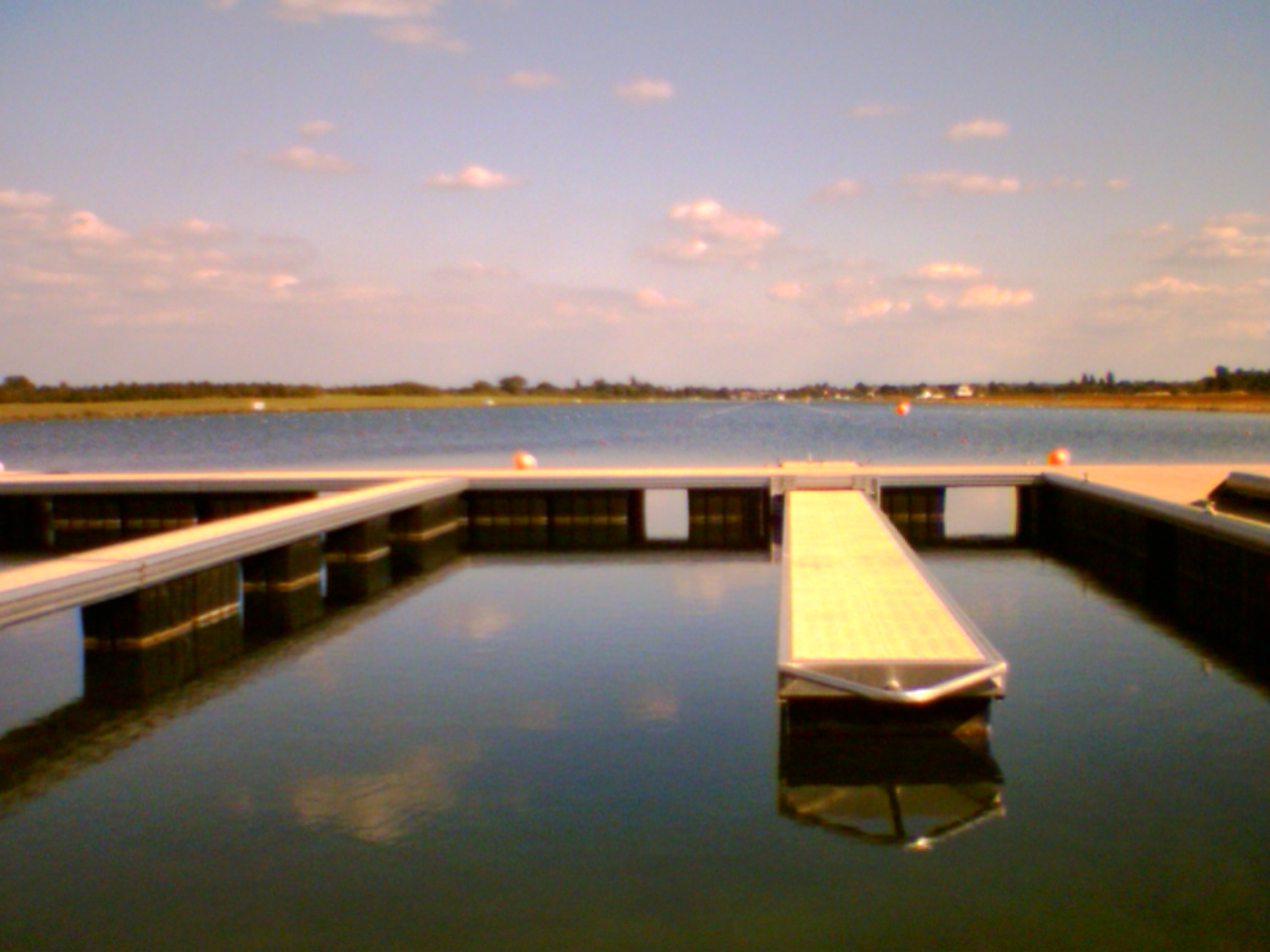
La ligne de départ

Navigation
Les épreuves d'aviron lors des Jeux olympiques d'été de 2012 ont eu lieu du 28 juillet au 4 août 2012 dans le Buckinghamshire à Dorney, au Royaume-Uni. Les compétitions rassemblent 550 athlètes, issus de 58 fédérations affiliées au Comité international olympique. Les épreuves se déroulent au Dorney Lake à quarante kilomètres à l'ouest de Londres. Quatorze finales figurent au programme de cette compétition (8 masculines et 6 féminines), soit les mêmes que lors de la précédente édition des Jeux à Pékin.
La Grande-Bretagne occupent la première place du classement par nations avec 9 médailles remportées (dont 4 en or), devant la Nouvelle-Zélande (5 dont 3 en or) et l'Allemagne (3 dont 2 en or).

## Organisation

### Sites des compétitions
Les compétitions ont lieu au Dorney Lake qui accueille les épreuves d'aviron et de canoë-kayak.

### Calendrier
| Pictogramme Aviron | Pictogramme Aviron | Pictogramme Aviron |  |  |  |  |  | 3 | 3 | 4 | 4 |  |  |  |  |  |  |  |  |

|  | Jour de compétition |  | Jour de finale |

## Participation

### Qualifications
Chaque nation peut prétendre à qualifier un bateau pour chacun des quatorze événements. La majorité des places de qualification sont attribués en fonction des résultats du championnat du monde 2011, qui a lieu au lac de Bled en Slovénie du 28 août au 4 septembre.
Les épreuves de qualifications olympiques sont :
- 28 août au 4 septembre 2011 : Championnats du monde d'aviron 2011 (Bled)
- Octobre 2011 : Régate de qualification olympique de la FISA pour l'Amérique latine
- Novembre 2011 : Régate de qualification olympique de la FISA pour l'Afrique
- Avril 2012 : Régate de qualification olympique de la FISA pour l'Asie
- 20 au 23 juin 2012 : Régate de qualification olympique (Lucerne)

Les places sont accordées aux Comités nationaux olympiques et non aux athlètes,.

### Participants
58 nations ont envoyé des athlètes dans les épreuves d'aviron.
| - Afrique du Sud (6) - Algérie (1) - Allemagne (48) - Argentine (10) - Australie (47) - Azerbaïdjan (2) - Belgique (1) - Biélorussie (5) - Birmanie (1) - Brésil (4) - Cameroun (1) - Canada (30) - Chili (1) - Chine (18) - Corée du Sud (4) - Croatie (5) - Cuba (6) - Danemark (10) - Égypte (5) - Estonie (6) - États-Unis (44) - France (14) - Grèce (10) - Grande-Bretagne (47) - Hong Kong (3) - Hongrie (4) - Inde (3) - Iran (2) - Irlande (1) | - Italie (20) - Japon (5) - Kazakhstan (2) - Lituanie (4) - Mexique (2) - Monaco (1) - Niger (1) - Nigeria (25) - Norvège (5) - Nouvelle-Zélande (26) - Paraguay (1) - Pays-Bas (32) - Pérou (1) - Pologne (26) - Portugal (2) - République tchèque (12) - Roumanie (15) - Russie (5) - Serbie (6) - Slovénie (2) - Suède (2) - Suisse (8) - Taïwan (1) - Thaïlande (1) - Tunisie (2) - Ukraine (21) - Uruguay (2) - Viêt Nam (2) - Zimbabwe (2) |

## Compétition

### Résultats

#### Hommes
| Épreuves                         | Or | Argent | Bronze |
| -------------------------------- | --- | --- | --- |
| Skiff                            | Mahé Drysdale (NZL) | Ondřej Synek (CZE) | Alan Campbell (GBR) |
| Deux de couple                   | Nouvelle-Zélande Nathan Cohen Joseph Sullivan | Italie Romano Battisti Alessio Sartori                                                                                                | Slovénie Iztok Čop Luka Špik |
| Deux de couple poids légers      | Danemark Rasmus Quist Hansen Mads Rasmussen | Grande-Bretagne Mark Hunter Zac Purchase                                                                                              | Nouvelle-Zélande Peter Taylor Storm Uru |
| Quatre de couple                 | Allemagne Karl Schulze Philipp Wende Lauritz Schoof Tim Grohmann                                                                                    | Croatie David Šain Martin Sinković Damir Martin Valent Sinković                                                                       | Australie Chris Morgan Karsten Forsterling James McRae Daniel Noonan                                                                                 |
| Deux sans barreur                | Nouvelle-Zélande Eric Murray Hamish Bond | France Germain Chardin Dorian Mortelette                                                                                              | Grande-Bretagne George Nash William Satch |
| Quatre sans barreur              | Grande-Bretagne Alex Gregory Tom James Pete Reed Andrew Triggs-Hodge                                                                                | Australie James Chapman Joshua Dunkley-Smith Drew Ginn William Lockwood                                                               | États-Unis Charlie Cole Scott Gault Glenn Ochal Henrik Rummel                                                                                        |
| Quatre sans barreur poids légers | Afrique du Sud James Thompson Matthew Brittain John Smith Sizwe Ndlovu                                                                              | Grande-Bretagne Peter Chambers Rob Williams Richard Chambers Chris Bartley                                                            | Danemark Kasper Winther Morten Jørgensen Jacob Barsøe Eskild Ebbesen                                                                                 |
| Huit                             | Allemagne Filip Adamski Andreas Kuffner Eric Johannesen Maximilian Reinelt Richard Schmidt Lukas Müller Florian Mennigen Kristof Wilke Martin Sauer | Canada Gabriel Bergen Douglas Csima Robert Gibson Conlin McCabe Malcolm Howard Andrew Byrnes Jeremiah Brown Will Crothers Brian Price | Grande-Bretagne Alex Partridge James Foad Tom Ransley Richard Egington Mohamed Sbihi Greg Searle Matthew Langridge Constantine Louloudis Phelan Hill |

#### Femmes
| Épreuves                    | Or | Argent | Bronze |
| --------------------------- | --- | --- | --- |
| Skiff                       | Miroslava Knapková (CZE) | Fie Udby Erichsen (DEN) | Kim Crow (AUS) |
| Deux de couple              | Grande-Bretagne Anna Watkins Katherine Grainger                                                                                         | Australie Kim Crow Brooke Pratley | Pologne Magdalena Fularczyk Julia Michalska |
| Deux de couple poids légers | Grande-Bretagne Katherine Copeland Sophie Hosking                                                                                       | Chine Xu Dongxiang Huang Wenyi | Grèce Christína Yiazitzídou Alexándra Tsiávou |
| Quatre de couple            | Ukraine Kateryna Tarasenko Nataliya Dovhodko Anastasiya Kozhenkova Yana Dementyeva                                                      | Allemagne Annekatrin Thiele Carina Bär Julia Richter Britta Oppelt                                                                                                | États-Unis Natalie Dell Kara Kohler Megan Kalmoe Adrienne Martelli |
| Deux sans barreur           | Grande-Bretagne Helen Glover Heather Stanning                                                                                           | Australie Kate Hornsey Sarah Tait | Nouvelle-Zélande Juliette Haigh Rebecca Scown |
| Huit                        | États-Unis Erin Cafaro Susan Francia Esther Lofgren Taylor Ritzel Meghan Musnicki Eleanor Logan Caroline Lind Caryn Davies Mary Whipple | Canada Janine Hanson Rachelle Viinberg Krista Guloien Lauren Wilkinson Natalie Mastracci Ashley Brzozowicz Darcy Marquardt Andreanne Morin Lesley Thompson-Willie | Pays-Bas Jacobine Veenhoven Nienke Kingma Chantal Achterberg Sytske de Groot Roline Repelaer van Driel Claudia Belderbos Carline Bouw Annemiek de Haan Anne Schellekens |

## Médailles

### Tableau des médailles
| Rang  | Nation             | Or | Argent | Bronze | Total |
| ----- | ------------------ | -- | ------ | ------ | ----- |
| 1     | Grande-Bretagne    | 4  | 2      | 3      | 9     |
| 2     | Nouvelle-Zélande   | 3  | 0      | 2      | 5     |
| 3     | Allemagne          | 2  | 1      | 0      | 3     |
| 4     | Danemark           | 1  | 1      | 1      | 3     |
| 5     | République tchèque | 1  | 1      | 0      | 2     |
| 6     | États-Unis         | 1  | 0      | 2      | 3     |
| 7     | Afrique du Sud     | 1  | 0      | 0      | 1     |
| 7     | Ukraine            | 1  | 0      | 0      | 1     |
| 9     | Australie          | 0  | 3      | 2      | 5     |
| 10    | Canada             | 0  | 2      | 0      | 2     |
| 11    | Croatie            | 0  | 1      | 0      | 1     |
| 11    | France             | 0  | 1      | 0      | 1     |
| 11    | Italie             | 0  | 1      | 0      | 1     |
| 11    | Chine              | 0  | 1      | 0      | 1     |
| 15    | Pays-Bas           | 0  | 0      | 1      | 1     |
| 15    | Pologne            | 0  | 0      | 1      | 1     |
| 15    | Slovénie           | 0  | 0      | 1      | 1     |
| 15    | Grèce              | 0  | 0      | 1      | 1     |
| Total | Total              | 14 | 14     | 14     | 42    |